# ゼニット2M
ゼニット2M（Zenit-2M）はウクライナの使い捨て型ロケットで、ゼニットシリーズの一つ。ゼニット2SBまたはゼニット2SLBとしても知られている。設計はユージュノエ設計局が行った。
ゼニット2の改良型であり、打上げはバイコヌール宇宙基地のSite 45/1から行われる。ロシア連邦宇宙局またはロシア宇宙軍による打上げには2Mの名が使用される一方、ランド・ローンチによる商業打上げの際には2SLBの名が使用される。ゼニット3SLBといったより大型のロケットの一部として使用される際には2SBの名が当てられる（すなわち、上段にフレガートを装備し、ランド・ローンチではない打上げの場合は3SLBFではなく2SB/Fregatとなる。またフォボス・グルントの打上げの場合はFregatは使わずその改良型の推進系を使い、衛星側に装着して3段式ではなくなったため2SBの名称となる）。
ゼニット2Mの最初の打上げは、2007年6月29日のロシア宇宙軍のTselina-2ELINT衛星の打上げであった。2011年11月9日にフォボス・グルントの打上げでこのタイプの2回目の打上げが行われた。この際はゼニット2SBとして打上げられた。